# Nils Albin Åhgren
Nils Albin Åhgren, född den 22 november 1893 i Alingsås landsförsamling, Älvsborgs län, död den 19 januari 1942 i Visby, var en svensk ämbetsman.
Åhgren blev landskontorist i Älvsborgs län 1917, länsbokhållare i Skaraborgs län 1920, tillförordnad länsassessor där 1929 och ordinarie länsassessor i Jönköpings län 1933. Han var landskamrerare i Gotlands län från 1939 till sin död. Åhgren blev riddare av Vasaorden 1940. Han vilar på Götene kyrkogård.